# Чванов, Виктор Тимофеевич
Ви́ктор Тимофе́евич Чва́нов (24 ноября 1914 — 9 августа 1944) — советский лётчик минно-торпедной авиации Военно-морского флота в годы Великой Отечественной войны. Герой Советского Союза (22.07.1944). Гвардии капитан (12.08.1944).

## Биография
Чванов Виктор Тимофеевич, русский по национальности, родился в посёлке Самара-Радица ныне в черте города Брянска. С марта 1930 по март 1932 года учился в школе ФЗУ при заводе «Красный Профинтерн» (ныне Брянский техникум машиностроения и автомобильного транспорта имени Героя Советского Союза М. А. Афанасьева) в городе Брянске по специальности «токарь». Затем жил и работал в городе Орджоникидзеград, где с 1932 по 1934 годы также учился на вечернем отделении машиностроительного техникума. Некоторое время жил и работал в Москве и на Урале.
В декабре 1936 года призван на срочную службу в ряды Красной Армии. Окончил школу младших авиационных специалистов в 51-й авиационной бригаде на Дальнем Востоке в 1937 году, служил мастером по авиаприборам в этой бригаде. В октябре 1938 года переведён в ВВС Рабоче-Крестьянского Красного флота и направлен курсантом в Военно-морское авиационное училище имени С. А. Леваневского (г. Николаев), которое окончил в 1940 году. С июля 1940 года служил в ВВС Балтийского флота: штурман экипажа в 41-й эскадрилье морских ближних разведчиков.
С июня 1941 года Чванов В. Т. участвовал в боях Великой Отечественной войны. Уже в первый день войны выполнил боевой вылет при обороне Лиепаи, где базировалась эскадрилья. Там же 25 июня при атаке танковой колонны уничтожил 2 танка, при этом тихоходный гидросамолёт получил множественные повреждения от зенитного огня. Начал войну лётчиком-наблюдателем на самолёте МБР-2, выполнил на нём 90 боевых вылетов. Участвовал в Прибалтийской стратегической оборонительной операции и в обороне Ленинграда. В первую военную зиму совершал по 4-5 боевых вылетов за ночь.
В марте 1942 года переведён в 1-й минно-торпедный авиационный полк ВВС Балтийского флота на должность воздушного стрелка-бомбардира, освоил самолёт ДБ-3Ф. В полку приобрёл специальность штурмана экипажа самолёта, позднее стал штурманом звена. В 1943 году вступил в ВКП(б).
Выполнял боевые вылета на бомбардировку военно-морских баз Хельсинки, Котка, Таллин, Лиепая. Несколько вылетов выполнил на постановку минных заграждений в Финском заливе. 10 июля 1942 года одержал первую победу на море — повредил немецкий сторожевой корабль. А с 6 июня по 16 сентября 1943 года потопил торпедами 6 немецких транспортов.
С ноября 1943 по июнь 1944 года учился на Высших курсах усовершенствования офицерского состава ВВС ВМФ, после окончания которых вернулся в свой полк. После освобождения родного Брянска Виктор Чванов узнал, что гитлеровские оккупанты повесили его отца, а двух сестер угнали на каторгу в Германию.
К августу 1944 года штурман звена 1-го гвардейского минно-торпедного авиационного полка 8-й минно-торпедной авиационной дивизии ВВС Балтийского флота гвардии старший лейтенант В. Т. Чванов выполнил 199 боевых вылетов, участвовал в потоплении шести транспортов противника и в повреждении одного сторожевого корабля.
Указом Президиума Верховного Совета СССР от 22 июля 1944 года «за образцовое выполнение боевых заданий командования на фронте борьбы с немецкими захватчиками и проявленные при этом отвагу и геройство» гвардии старшему лейтенанту Чванову Виктору Тимофеевичу присвоено звание Героя Советского Союза.
Погиб гвардии капитан В. Т. Чванов 9 августа 1944 года, когда при возвращении с боевого задания повреждённый самолёт упал на лес и разбился в районе населённого пункта Поставы Белорусской ССР. Похоронен в Санкт-Петербурге на Смоленском православном кладбище.
Виктору Чванову не успели вручить медаль «Золотая Звезда» Героя Советского Союза и орден Ленина. Также уже после его гибели в полк пришёл приказ о присвоении ему воинского звания капитан. Незадолго до гибели он был назначен штурманом эскадрильи.

## Награды
- Герой Советского Союза (22.07.1944);
- орден Ленина (22.07.1944);
- три ордена Красного Знамени (10.12.1942, 14.08.1943; 2.09.1943);
- орден Красной Звезды (4.05.1942);
- медаль «За оборону Ленинграда».

## Память
Именем Героя названа школа № 15 посёлка Радица-Крыловка. Перед зданием школы воздвигнут обелиск в честь двух Героев - выпускников школы: гвардии капитана В. Т. Чванова и капитана В. Г. Щёголева.